# Exocentrus himalayanus
Exocentrus himalayanus är en skalbaggsart som beskrevs av Stefan von Breuning 1974. Exocentrus himalayanus ingår i släktet Exocentrus och familjen långhorningar. Inga underarter finns listade i Catalogue of Life.